# Un giorno di regno
Un giorno di regno ossia il finto Stanislao (dansk titel: Konge for en dag) er en opera i to akter af Giuseppe Verdi. Den italienske libretto, der bygger på skuespillet Le faux Stanislas af Alexandre Vincent Pineu-Duval, er skrevet af Felice Romani. Operaen blev uropført på Teatro alla Scala i Milano den 5. september 1840.
Un giorno di regno var Verdis første forsøg på en komisk opera.
Den blev en komplet fiasko, og at Verdi mistede sin første hustru, Margherita Barezzi, mens han komponerede operaen, gjorde kun ondt værre.  Verdi skrev ikke flere komiske operaer før Falstaff, som han skrev i karrierens sidste år.